# Hermann Otto Handwerker
Hermann Otto Handwerker (* 21. Juli 1940 in Villach, Kärnten) ist ein deutscher Mediziner und Neurophysiologe. Er ist emeritierter Professor für Physiologie der Friedrich-Alexander-Universität Erlangen-Nürnberg. Er war Direktor des Instituts für Physiologie und Pathophysiologie dieser Universität.

## Biografie
Hermann Handwerker studierte nach dem Abitur am humanistischen Alten Gymnasium in Würzburg ab dem Sommersemester 1961 Medizin und Psychologie an der Universität Würzburg und der Universität Zürich. Er promovierte 1968 zum Dr. med. in Würzburg. Zunächst arbeitete er als Medizinalassistent von 1967 bis 1969 in Rastatt und Düsseldorf. Ab 1969 war er wissenschaftlicher Mitarbeiter am Hirnforschungsinstitut der Universität Zürich. Ab 1971 war er am 2. Physiologischen Institut der Universität Heidelberg tätig, zunächst als wissenschaftlicher Assistent. 1974 erfolgte die Habilitation im Fach Physiologie und im gleichen Jahr die Ernennung zum außerordentlichen Professor am 2. Physiologischen Institut. 1986 wurde Handwerker auf den Lehrstuhl für Physiologe und zum Direktor des 1. Physiologischen Institutes der Universität Erlangen berufen. Er wurde im Oktober 2006 in den Ruhestand versetzt, vertrat den Lehrstuhl aber noch bis 2008 kommissarisch.

### Wirken
Seit 1969 forschte Handwerker auf dem Gebiet der Somatosensorik. Sein wichtigstes Arbeitsgebiet war die Funktion der Nozizeptoren und deren Beitrag zum Schmerz und zum Juckreiz. Er beschrieb erstmals sogenannte „stumme Nozizeptoren“ beim Menschen, die beim Entzündungsschmerz von großer Bedeutung sind, sowie Nozizeptoren, die für die Juckempfindung nach Histamingabe beim Menschen verantwortlich sind. Dabei setzte er vor allem die Mikroneurographie ein, um damit die Funktion von einzelnen peripheren sensorischen Afferenzen erfassen zu können.
Später Jahren beschäftigte er sich vor allem mit der funktionellen Bildgebung der Schmerz- und Prurituswahrnehmung im Gehirn des Menschen. 1992 gründete er zusammen mit Kay Brune (Pharmakologe in Erlangen) und Robert Franz Schmidt (Physiologe an der Universität Würzburg) den Sonderforschungsbereich „Pathobiologie der Schmerzentstehung und Schmerzverarbeitung“ (SFB 353) und war von 1992 bis zu dessen Ende 2004 dessen Sprecher. Er wirkte auch als Gastforscher an der Universität Edinburgh (mit Ainsley Iggo) und als Gastprofessor an den Universitäten Leuven (mit Jan Gybels) und Uppsala (mit Erik Torebjörk). 1997 erhielt er die Ehrendoktorwürde der Universität Uppsala.
Er ist Ehrenmitglied der IASP (International Association for the Study of Pain), der EFIC (European Federation of IASP Chapters) der DSG (Deutsche Schmerzgesellschaft) und der Deutschen Gesellschaft für Anästhesiologie und Intensivmedizin. Von 2005 bis 2018 war er Editor-in-Chief des European Journal of Pain.
Handwerker war 1982 Dekan der Fakultät für Naturwissenschaftliche Medizin der Universität Heidelberg und von 1998 bis 2006 Studiendekan der Medizinischen Fakultät der Friedrich-Alexander-Universität Erlangen/Nürnberg.

### Privates
Handwerker ist verheiratet.

## Veröffentlichungen (Auswahl)
Handwerker veröffentlichte mehr als 200 Arbeiten in wissenschaftlichen Journalen.

### Monographien, Lehrbuchkapitel und Herausgebertätigkeit
- „Einführung in die Pathophysiologie des Schmerzes“, Springer Verlag, 1998, ISBN 3-540-62798-7
- Kapitel in „Physiologie des Menschen“ Hrsg. R.Brandes, F. Lang, R. F. Schmidt, verschiedene Auflagen, zuletzt 32. Auflage zusammen mit M. Schmelz, Springer Vlg. 2019, ISBN 978-3-662-56467-7, ISSN 0937-7433, doi:10.1007/978-3-662-56468-4_49
- Kapitel in „Physiologie“ Hrsg. P. Deetjen, Speckmann, E-J. Speckmann, J. Hescheler, verschiedene Auflagen, zusammen mit M.Kress, Urban & Fischer Vlg., ISBN 3-437-41317-1
- „Schmerz – Konzepte und Ärztliches Handeln“ mit M. Zimmermann, 1984, Springer Verlag, ISBN 3-540-11473-4
- „Deutschsprachige Schmerzklassiker“ (Hrsg. zusammen mit K. Brune), Deutsche Gesellschaft zum Studium des Schmerzes, 1987, ISBN 3-9801528-0-4
- „Hyperalgesia: Molecular Mechanisms and Clinical Implications“ (Eds K. Brune and H.O. Handwerker) IASP Press, Seattle, 2004, ISBN 0-931092-50-7
- “Pain Models. Translational Relevance and Clinical Applications” (Eds. H.O.Handwerker and L.Arendt-Nielsen), IASP Press, Washington, 2013, ISBN 978-0-931092-94-7
- Chapter in “Itch and Pain, Similarities, Interactions and Differences” (Eds. G.Yosipovitch, H.H. Andersen and L.Arendt-Nielsen), IASP Wolter Kluwer, 2021, ISBN 978-1-9751-5303-8